# Кинжал (зенитный ракетный комплекс)

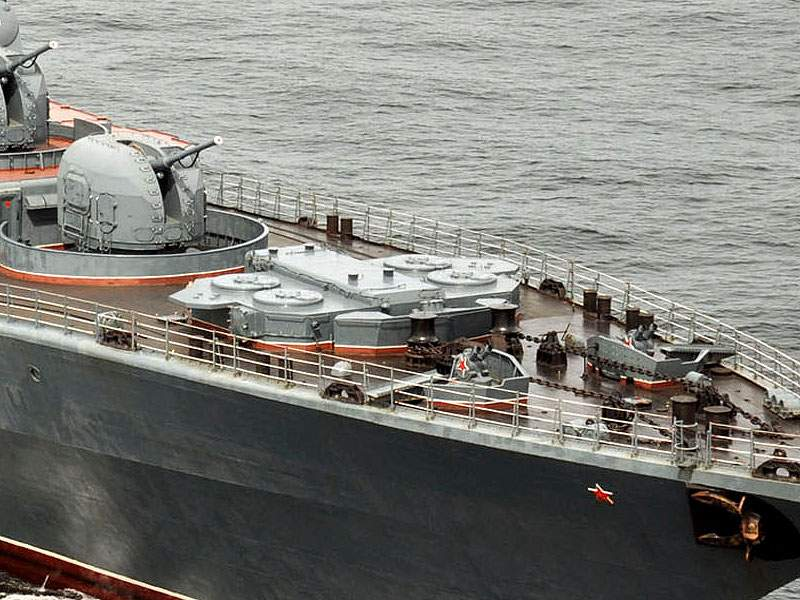
УВП ЗРК «Кинжал» на БПК «Североморск»

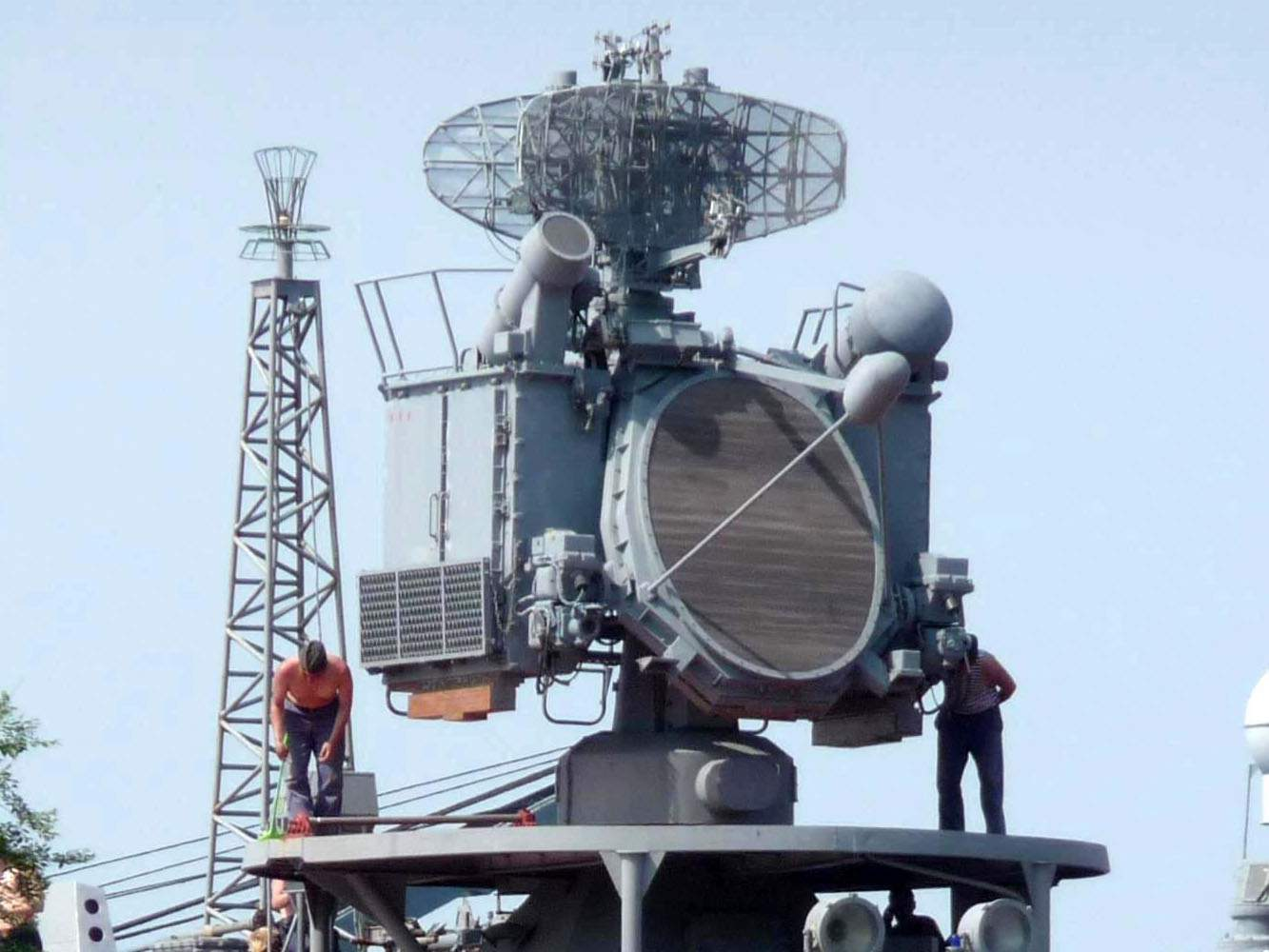
Антенный пост ЗРК «Кинжал» на БПК «Адмирал Виноградов»

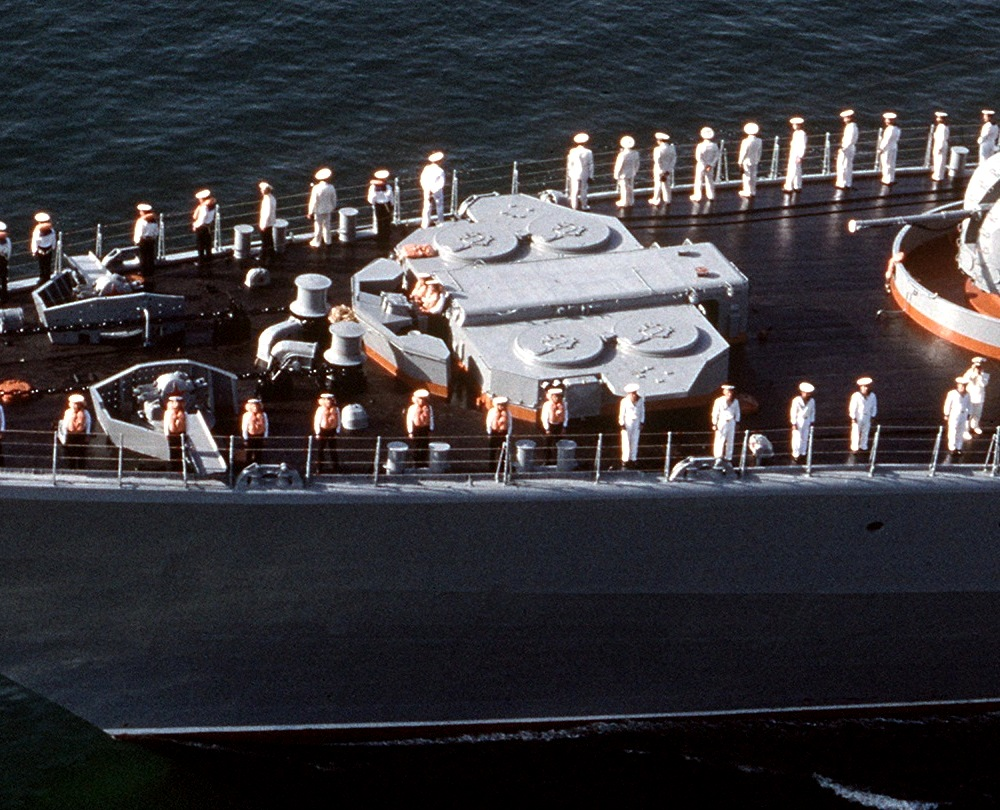
УВП ЗРК «Кинжал» на БПК «Адмирал Виноградов»

ЗРК «Кинжал» (индекс ГРАУ: 3К95, экспортное наименование — Клинок, по классификации МО США и НАТО — SA-N-9 Gauntlet (рус. Латная рукавица)) — советский и российский многоканальный всепогодный зенитно-ракетный комплекс морского базирования, предназначенный для отражения массированных налётов с применением средств воздушного нападения (низколетящих противокорабельных и противорадиолокационных ракет, управляемых и неуправляемых бомб и т. п.) в ближней зоне (до 12 км).
Комплекс разработан в НПО «Альтаир» под руководством Фадеева С. А. Принят на вооружение в 1989 году.

## Носители
Может быть размещён на кораблях водоизмещением более 800 тонн. Данным комплексом вооружены:
- Авианесущий крейсер «Адмирал флота Советского Союза Кузнецов» — 24 установки по 8 ракет
- Атомный ракетный крейсер «Петр Великий» (проект 1144.4) — 16 установок по 8 ракет
- Большие противолодочные корабли проекта 1155 — 8 установок по 8 ракет
- Сторожевые корабли проекта 11540 — 4 установки по 8 ракет

## Ракеты
9М330-2 одноступенчатые твердотопливные телеуправляемые, унифицированные с ракетой сухопутных войск «Тор-М1» (по классификации МО США и НАТО — SA-15 Gauntlet), разработаны в МКБ «Факел».
Подпалубные пусковые установки комплекса «Кинжал» разработаны КБ «Старт» под руководством главного конструктора Яскина А. И., состоят из 3—4 пусковых модулей барабанного типа по 8 ТПК с ракетами в каждом. Вес пускового модуля без ракет — 41,5 тонны, занимаемая площадь — 113 кв. м. Расчет комплекса состоит из 13 человек.  Архивная копия от 6 февраля 2012 на Wayback Machine
Старт ракеты — вертикальный, с помощью газовой катапульты, после покидания ПУ происходит запуск маршевого двигателя и склонение ракеты газодинамической системой на цель. Перезарядка — автоматическая, интервал пуска — 3 секунды.

## РЛС 3Р95
Помехозащищённая антенна с ФАР и электронным управлением лучом, позволяет обнаруживать большое количество целей на дальности до 45 км и наводить до 8 ЗУР по 4 целям одновременно (в секторе 60 × 60°).

## Пусковая установка 3С95
| Количество ТПК в барабане | 8 шт. |
| ------------------------- | ----- |
| Диаметр модуля            | 1,9 м |
| Высота модуля             | 4,5 м |
| Масса без боекомплекта    | 4,5 т |
| Скорострельность          | 3 с   |

## Тактико-технические характеристики
- Дальность поражения целей: 1,5—12 км (при подключении артустановки калибра 30 мм от 200 м)
- Высота поражения целей: 10—6000 м
- Скорость целей: до 700 м/с
- Число одновременно обстреливаемых целей в секторе 60×60°[3]: до 4
- Число одновременно наводимых ЗУР: до 8
- Способ наведения ЗУР: телеуправление
- Дальность обнаружения целей на высоте 3,5 км от собственных средств обнаружения: 45 км
- Основной режим работы: автоматический
- Время реакции по низколетящей цели: 8 с
- Интервал между пусками одной батареи: 2 с
- Время приведения комплекса в боевую готовность:
  - из «холодного» состояния — не более 3 мин,
  - из дежурного режима — 15 с
- Боезапас: 8 ЗУР на один барабан
- Масса ЗУР: 165 кг
- Масса боевой части: 15 кг
- Масса комплекса: 41 т
- Личный состав: 13 человек